# White City, Kansas
White City är en ort i Morris County i Kansas. Vid 2020 års folkräkning hade White City 447 invånare.